# Manuel Merino
Manuel Merino (ur. 20 sierpnia 1961) – polityk peruwiański. Ukończył nauki rolnicze na uniwersytecie w Tumbes i pracował jako rolniczy przedsiębiorca i handlowiec. W latach 2001–2006 był deputowanym do Kongresu, w 2006 nie uzyskał reelekcji. Ponownie był deputowanym w latach 2011–2016 a w latach 2011–2012 pierwszym wiceprzewodniczącym parlamentu. Ponownie wybrany do Kongresu w 2020 i 16 marca wybrany na przewodniczącego. Po usunięciu z urzędu prezydenta Martina Vizcarry Merino pełnił funkcję prezydenta od 10 do 15 listopada 2020.